# Cuccaro Monferrato
Cuccaro Monferrato je italská obec v provincii Alessandria v oblasti Piemont.
K 31. prosinci 2010 zde žilo 346 obyvatel.

## Sousední obce
Camagna Monferrato, Fubine, Lu, Quargnento, Vignale Monferrato